# Kirchenburg Almen
Die Kirchenburg Almen ist eine von den Siebenbürger Sachsen des Dorfes Almen (heute Alma Vii) errichtete Wehrkirche in Siebenbürgen (heute in Rumänien). 

## Kirche
Die relativ kleine Saalkirche ist zu Beginn des 14. Jahrhunderts ohne Glockenturm erbaut worden. Diese frühe Datierung wird hauptsächlich durch den halbkreisförmigen Triumphbogen aus Sandstein begründet. Die Wände von Saal und Chor sind von Strebepfeilern gestützt.
Im Chorabschluss sind noch drei gotische, schmale Maßwerkfenster erhalten.
Zu Beginn des 16. Jahrhunderts wird die Kirche wehrhaft umgebaut. Über dem Chor werden noch zwei Geschosse aufgemauert,
das obere Stockwerk ist auf profilierten Konsolen vorgekragt, zwischen denen Gußlöcher freigelassen sind.
1845 wird das Kreuzgewölbe des Chores durch eine Flachdecke ersetzt.

## Ausstattung
Klassizistischer Altar von 1852 mit Christusbild, das von vier korinthischen Säulen flankiert wird und von einem Baldachin überdacht ist. Taufbecken und Kanzel entsprechen stilistisch dem Altar.
Die Orgel mit 11 Registern aus dem Jahr 1791 stammt aus der Werkstatt von Andreas Eithel/Kronstadt.
Der Südturm ist der Glockenturm. Die mittlere Glocke stammt aus dem 15. Jahrhundert, die große und kleine Glocke wurde 1926 in Hermannstadt gegossen.

## Die Kirchenburg
Die Kirchenburg von Almen liegt auf einer Bergnase, die nach Südwesten gegen das Dorf abfällt. Das unregelmäßige Polygon des Berings wird von
vier Türmen in den vier Himmelsrichtungen verstärkt. Der fünfgeschossige Torturm im Osten hat einen vorgekragten Wehrgang,
darunter drei Geschosse mit Maulschießscharten mit Drehbolzenverschluss. Der heute zugemauerte Durchgang im Erdgeschoss des Turmes
wurde durch ein Fallgitter geschützt, dessen Gleitrinnen erhalten sind.
Der ebenfalls fünfgeschossige Südturm besitzt vier erkerartige Schussnischen im vierten Stock. Die Türme im Norden und Westen sind dreigeschoßig
und mit einem Pyramidendach gedeckt.
Die Ringmauer wurde Ende des 15. Jahrhunderts errichtet. Der Torturm stammt wahrscheinlich aus dem 17. Jahrhundert.
Die Ringmauer wurde 1966 unter Zuhilfenahme des alten Materials restauriert.

## Aktueller Zustand
Der Mietvertrag über Kirche und Kirchenburg mit dem Mediascher Geschäftsmann Horatiu Potra wurde 2010 gekündigt. Kirche und Kirchenburg wurden zwischen April 2015 und Oktober 2016 umfassend renoviert.  

## Benachbarte Kirchenburgen oder Wehrkirchen
- Mardisch